# James Hansen
James Hansen (Denison, Iowa, 1941. március 29. –) klimatológus, NASA egyik űrkutatóintézetének vezetőjeként a klímaváltozást kutatja. A globális felmelegedés kutatóinak egyik oszlopos tagja, már az 1980-as években megkongatta a harangokat.
Hansen szerint a Pinatubo vulkán kitörése mintegy 20 millió tonna kén-dioxidot juttatott földünk légkörébe, melynek eredményeként két évre csökkent 0,3 °C-kal a Föld átlaghőmérséklete. 2007-re ez a hatás teljesen elmúlt.
Al Gore a Kellemetlen igazság című könyvében több ízben méltatja James Hansen globális felmelegedés kutatásáért tett erőfeszítéseit.
1988-ban hangosan kiállt a klímaváltozás elméletének helyességéért James Hansen. Egyes források szerint 1998-ban, amikor megváltoztatta a véleményét a NASA fenyegetésére tette. 2006-ban volt olyan eset, amikor nem engedték nyilvánosság előtt nyilatkozni James Hansent a globális felmelegedésről. A közvéleményt úgy tájékoztatták a kutató nem kíván nyilatkozni az adott kérdésekről. 2007-ben tagja annak a bizottságnak, amely értékeli a klímaváltozás megfékezésére beérkező pályázatokat és a nyertest 25 millió dolláros díjjal jutalmazza. A pályázatot 2007. február 9-én Al Gore és a Virgin cég vezetője – Richard Branson – indította el. 2009-ben megjelent első könyvének címe: Storms of My Grandchildren.
2015 körül következik be a globális éghajlati fordulópont James Hansen szerint, mely után a globális felmelegedés már megállíthatatlan. A katasztrófát elkerülni az üvegházhatású gázok radikális csökkentésével lehet.